# صحيفة الحياة الجديدة
الحياة الجديدة صحيفة يومية سياسية شاملة تصدر في فلسطين. ومقرها الرئيسي مدينة رام الله، أسسها نبيل عمرو وحافظ البرغوثي عام 1995 الذي ترأس تحريرها حتى عام 2012. وهي تعتبر لسان حال السلطة الوطنية الفلسطينية. يرأس تحريرها حاليًّا محمود أبو الهيجاء، وكان قد سبقه على رئاسة تحريرها يحيى يخلف وعارف حجاوي.

## الجوائز:
حازت الصحيفة على المرتبة الثانية في جائزة أفضل مقال صحفي حول عروبة مدينة القدس، والتي نظمته جامعة الدول العربية في مسابقة التميز الإعلامي (2018- 2019) في دورتها الرابعة عن مقال "القدس حين تروي" للكاتب محمود أبو الهيجاء.